# 슬라브코 슈티마츠
슬라브코 슈티마츠(세르비아어: Славко Штимац, Slavko Štimac, 1960년 10월 15일~)는 세르비아의 배우이다.

## 작품 목록

### 영화
- 네임: 도브리차, 라스트 네임: 언노운 (2016년)
- 소 핫 워즈 더 캐논 (2014년)
- 친구의 장례식 (2012년)
- 코리올라누스: 세기의 라이벌 (2011년)
- 데블스 타운 (2009년)
- 뷰익 리비에라 (2008년)
- 순회공연 (2008년)
- 낙천주의자들 (2006년)
- 삶은 기적이다 (2004년)
- 언더그라운드 (1995년) - 이반 역
- 돌리벨을 아시나요 (1981년)
- 특별교육 (1977년)